# Тугуша
Тугуша — деревня в Нижнеингашском районе Красноярского края. Входит в состав Павловского сельсовета.

## География
Деревня находится в восточной части края, в пределах таёжной лесорастительной зоны, на левом берегу реки Тугуши, на расстоянии приблизительно 25 километров (по прямой) к юго-юго-западу (SSW) от Нижнего Ингаша, административного центра района. Абсолютная высота — 303 метра над уровнем моря.
Климат
Климат характеризуется как резко континентальный, с продолжительной морозной малоснежной зимой и коротким жарким летом. Зима продолжается в течение 6-7 месяцев. Абсолютный минимум температуры воздуха составляет −51 °C (по данным метеостанции г. Канска). Продолжительность периода с температурой более 10˚С составляет 100—110 дней. Среднегодовое количество атмосферных осадков составляет 484 мм.

## История
Основана в 1900 году. По данным 1926 года в деревне имелось 148 хозяйств и проживал 781 человек (391 мужчина и 390 женщин). В национальном составе населения того периода преобладали русские. В административном отношении являлась центром Тугушинского сельсовета Амонашевского района Канского округа Сибирского края.

## Население
| 2010 |
| ---- |
| 2    |

Половой состав
По данным Всероссийской переписи населения 2010 года в гендерной структуре населения мужчины составляли 50 %, женщины — соответственно также 50 %.
Национальный состав
Согласно результатам переписи 2002 года, в национальной структуре населения русские составляли 89 % из 43 чел.